# 烏帽子山 (徳島県)
烏帽子山（えぼしやま）は、徳島県三好市に位置する山である。標高1,669.9m。四国百名山選定。

## 地理
旧三好郡西祖谷山村と同郡東祖谷山村の境界、落合峠の北西約2kmに位置。
山名はほとんど山容から名づけられるが、この山は北方の水ノ口峠から眺めると特に見事な烏帽子の型をなし、山頂の片方が持ち上がっている。
現在は烏帽子山の南方約1kmの等高線で1,660mと読み取れるピークを前烏帽子山と呼んでいる。烏帽子山からは北方の松尾川ダムが見える。頂上は平らな台地をなし、樹木はない。
この山の原生林は矢筈山烏帽子山風景林として1,500haが保護されている。
南および西斜面は広葉樹林におおわれ、ブナの原生林を主体に、ミズメ・ミズナラ・ヒメシャラ・コハウチワカエデが混じっている。
尾根筋にはスズタケ、谷ではカツラ・サワグルミが自生する。また徳島県内では珍しいホンシャクナゲ・ダイセンミツバツツジなども自生している。

## ギャラリー

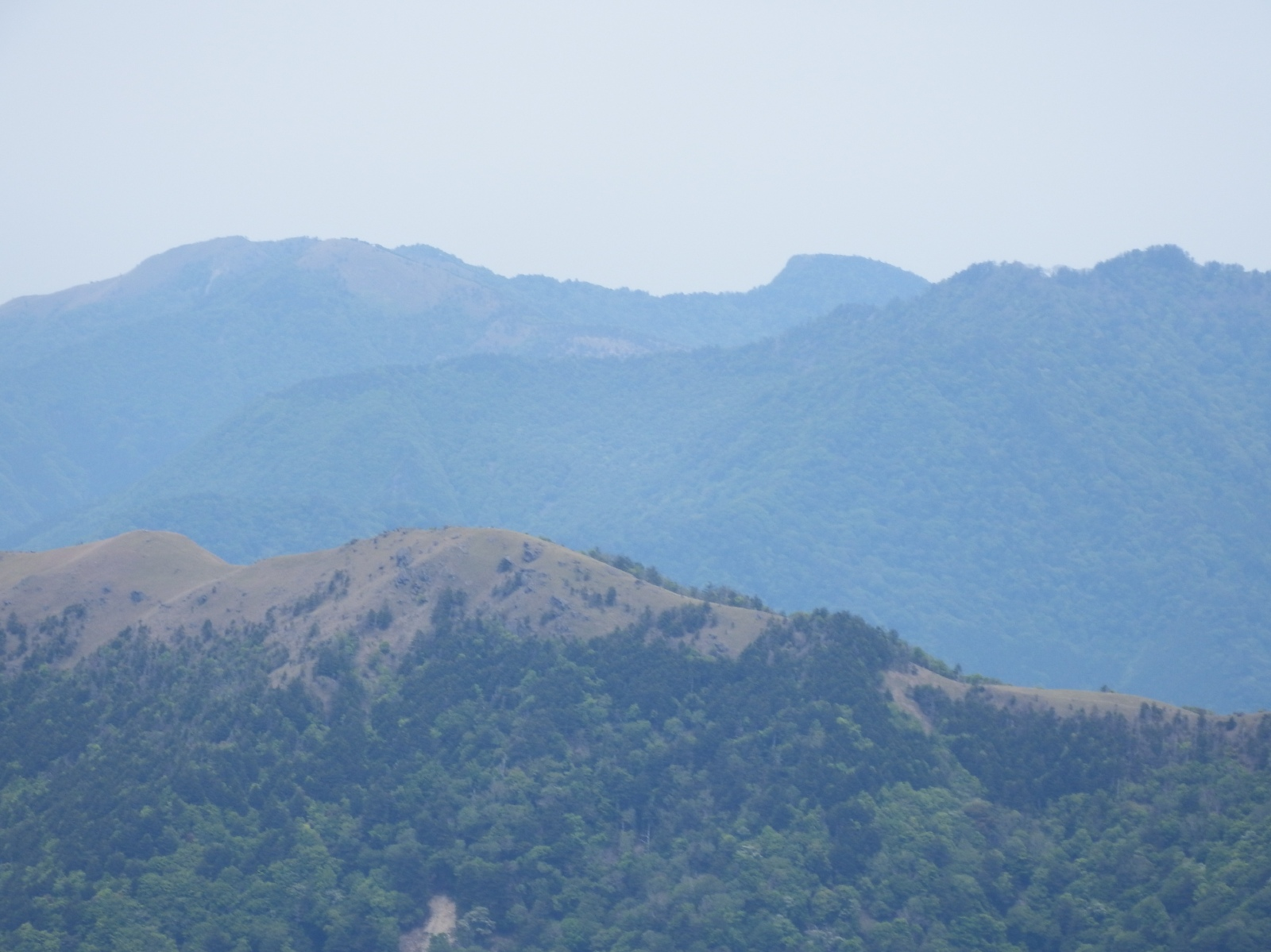
次郎笈より
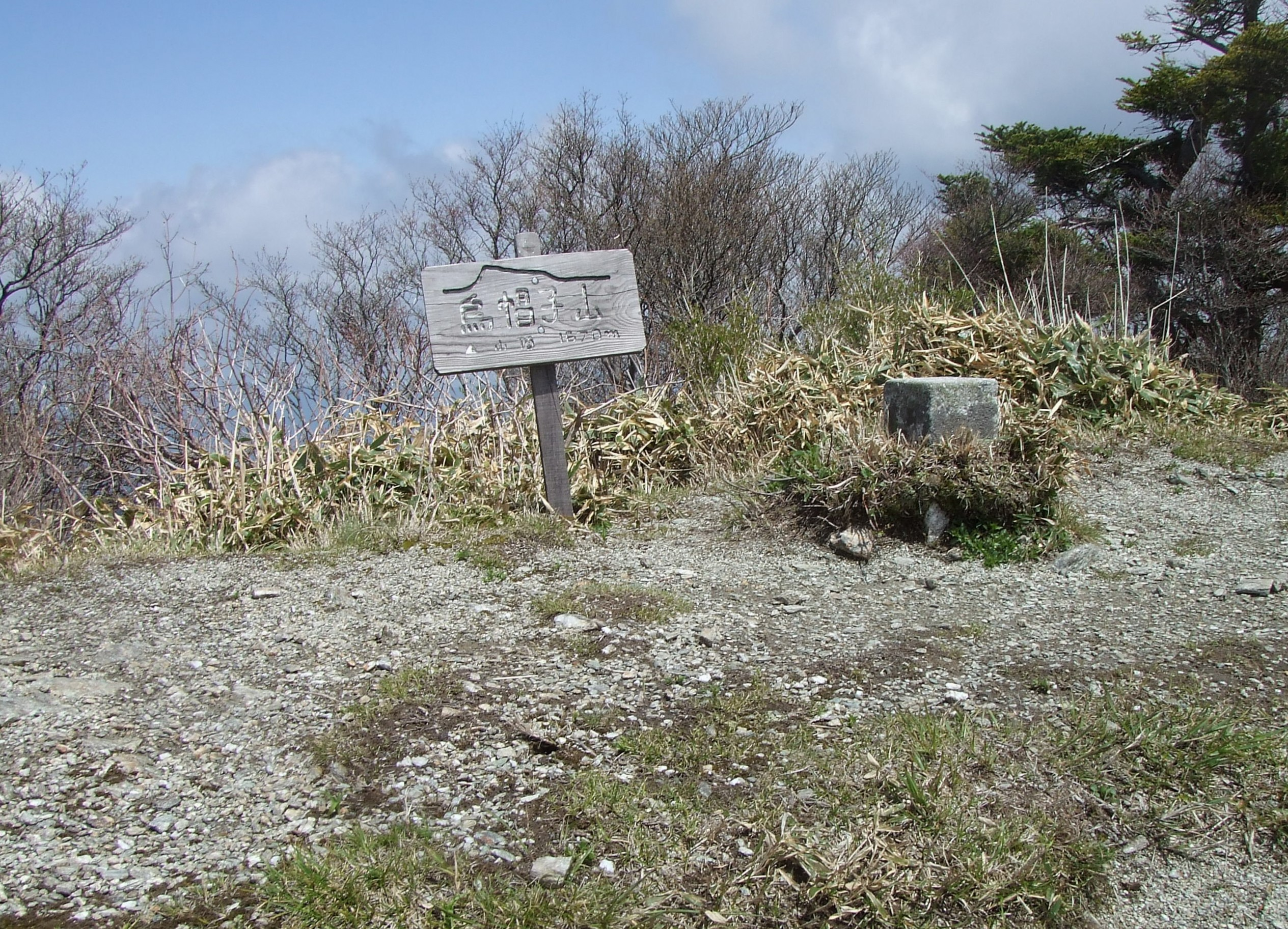
頂上